# Chanaleilles (Haute-Loire)
Pour les articles homonymes, voir Chanaleilles.
Chanaleilles est une commune française, située dans le département de la Haute-Loire en région Auvergne-Rhône-Alpes, dans la Margeride, aux confins de la Lozère, à une vingtaine de kilomètres de Saugues.

## Géographie

### Localisation
La commune de Chanaleilles se trouve dans le département de la Haute-Loire, en région Auvergne-Rhône-Alpes. Elle est limitrophe de la Lozère.
Elle se situe à 55 km par la route du Puy-en-Velay, préfecture du département, à 64 km de Brioude, sous-préfecture, et à 35 km de Langeac, bureau centralisateur du canton de Gorges de l'Allier-Gévaudan dont dépend la commune depuis 2015 pour les élections départementales.
Les communes les plus proches sont : 
Lajo (5,5 km), Thoras (5,9 km), Grèzes (6,5 km), Esplantas (7,1 km), Sainte-Eulalie (8,0 km), Vazeilles-près-Saugues (8,9 km), Saint-Paul-le-Froid (10,1 km), Croisances (10,7 km).
|                            | Grèzes                  | Esplantas-Vazeilles          |
| Le Malzieu-Forain (Lozère) | Chanaleilles            | Thoras                       |
| Lajo (Lozère)              | Sainte-Eulalie (Lozère) | Saint-Paul-le-Froid (Lozère) |

### Géologie et relief
La commune de Chanaleilles, d'une superficie de 48,52 km2, est située sur le versant oriental des monts de la Margeride.
Située à une altitude variant entre 1 077 et 1 486 mètres (1 150 mètres au niveau de la mairie), son point culminant est le truc de la Garde.

### Hydrographie
Chanaleilles est la commune source de la Seuge 34,1 km, affluent de l'Allier, et de la Virlange 24,8 km, affluent de l'Ance du Sud, elle-même affluent de l'Allier.
La Virlange arrose ses hameaux.

### Climat
Pour des articles plus généraux, voir Climat d'Auvergne-Rhône-Alpes et Climat de la Haute-Loire.
En 2010, le climat de la commune est de type climat océanique altéré, selon une étude du Centre national de la recherche scientifique s'appuyant sur une série de données couvrant la période 1971-2000. En 2020, Météo-France publie une typologie des climats de la France métropolitaine dans laquelle la commune est exposée à un climat de montagne ou de marges de montagne et est dans la région climatique Sud-est du Massif Central, caractérisée par une pluviométrie annuelle de 1 000 à 1 500 mm, minimale en été, maximale en automne.
Pour la période 1971-2000, la température annuelle moyenne est de 6,7 °C, avec une amplitude thermique annuelle de 15,5 °C. Le cumul annuel moyen de précipitations est de 894 mm, avec 10,4 jours de précipitations en janvier et 5,9 jours en juillet. Pour la période 1991-2020, la température moyenne annuelle observée sur la station météorologique de Météo-France la plus proche, « Saugues-Sa », sur la commune de Saugues à 12 km à vol d'oiseau, est de 8,1 °C et le cumul annuel moyen de précipitations est de 785,1 mm,. Pour l'avenir, les paramètres climatiques de la commune estimés pour 2050 selon différents scénarios d'émission de gaz à effet de serre sont consultables sur un site dédié publié par Météo-France en novembre 2022.

## Urbanisme

### Typologie
Au 1er janvier 2024, Chanaleilles est catégorisée commune rurale à habitat très dispersé, selon la nouvelle grille communale de densité à sept niveaux définie par l'Insee en 2022.
Elle est située hors unité urbaine et hors attraction des villes,.

### Occupation des sols
L'occupation des sols de la commune, telle qu'elle ressort de la base de données européenne d’occupation biophysique des sols Corine Land Cover (CLC), est marquée par l'importance des forêts et milieux semi-naturels (70,7 % en 2018), en diminution par rapport à 1990 (72,5 %). La répartition détaillée en 2018 est la suivante : 
forêts (59,3 %), prairies (25,4 %), milieux à végétation arbustive et/ou herbacée (11,5 %), zones agricoles hétérogènes (3,9 %). L'évolution de l’occupation des sols de la commune et de ses infrastructures peut être observée sur les différentes représentations cartographiques du territoire : la carte de Cassini (XVIIIe siècle), la carte d'état-major (1820-1866) et les cartes ou photos aériennes de l'IGN pour la période actuelle (1950 à aujourd'hui).

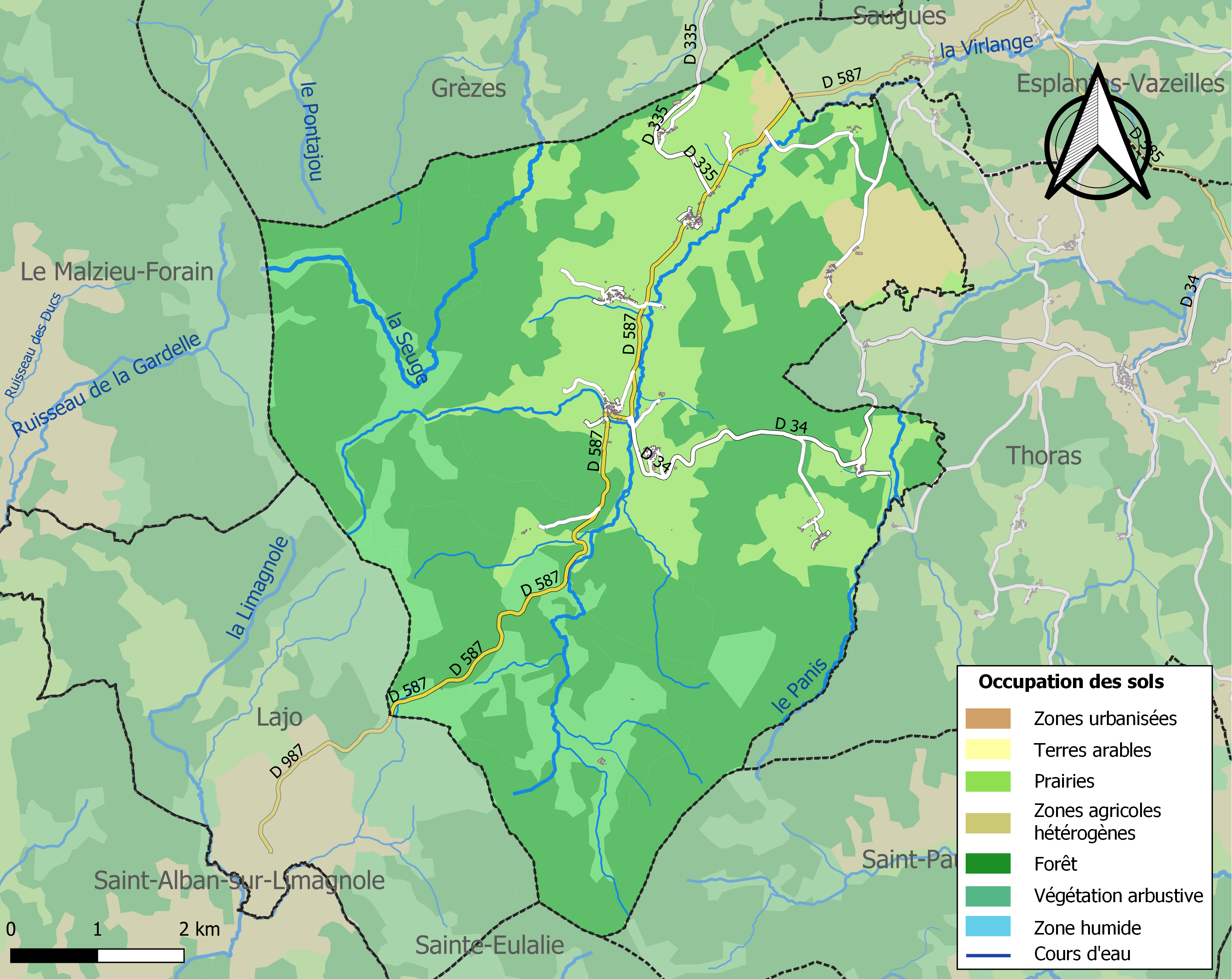
Carte des infrastructures et de l'occupation des sols de la commune en 2018 (CLC).
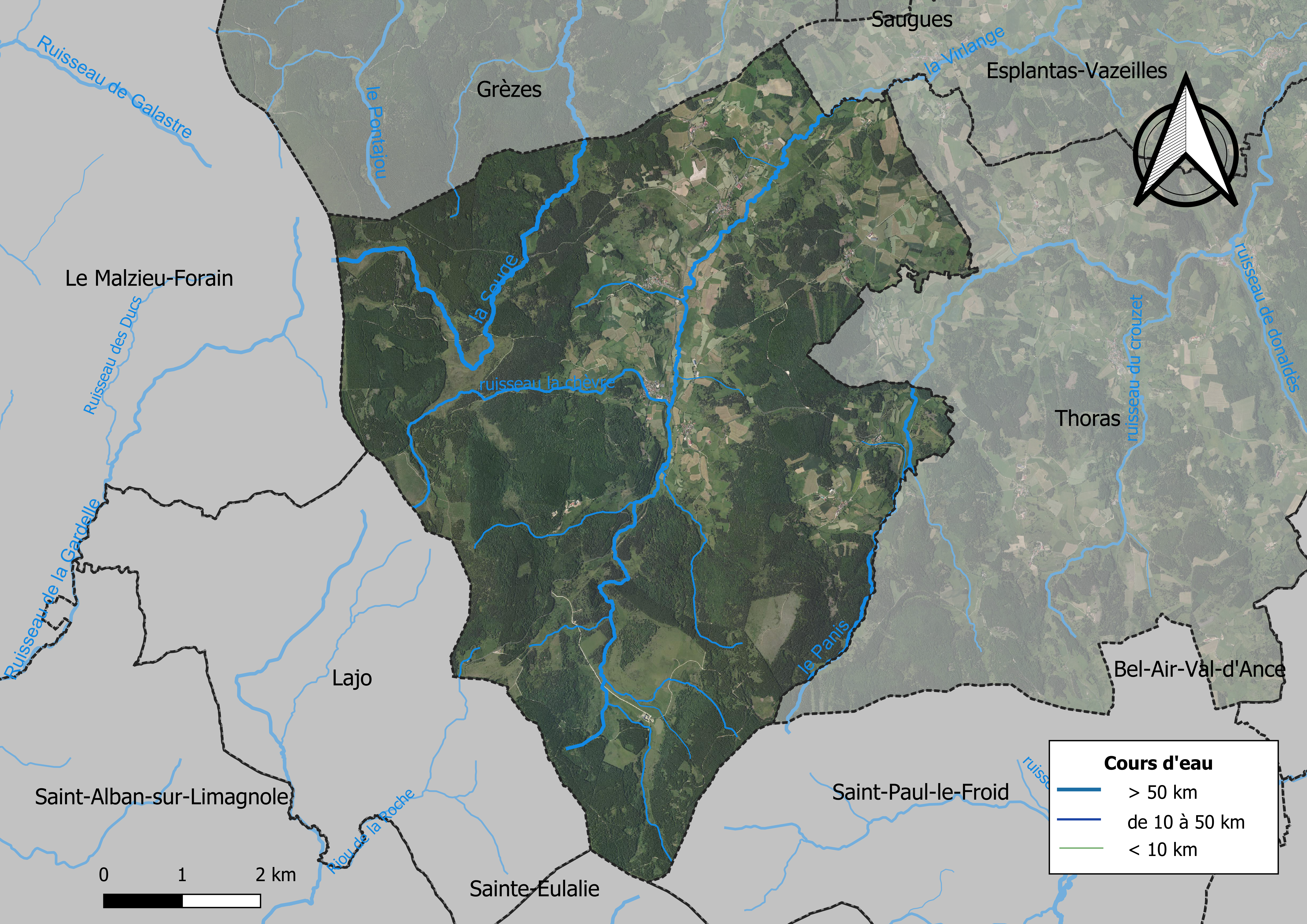
Carte orthophotographique de la commune.

### Hameaux et lieux-dits
La commune est constituée de douze hameaux :
- Chanaleilles
- le Villeret
- le Pin
- Chazeaux
- le Falzet
- le Fraisse
- Madrière
- le Crouzet
- Contaldès
- le Sauvage
- Pinatelle
- la Chazette

### Habitat et logement
En 2018, le nombre total de logements dans la commune était de 210, alors qu'il était de 193 en 2013 et de 189 en 2008.
Parmi ces logements, 44,8 % étaient des résidences principales, 40 % des résidences secondaires et 15,2 % des logements vacants. Ces logements étaient pour 100 % d'entre eux des maisons individuelles et pour 0 % des appartements.
Le tableau ci-dessous présente la typologie des logements à Chanaleilles en 2018 en comparaison avec celle de la Haute-Loire et de la France entière. Une caractéristique marquante du parc de logements est ainsi une proportion de résidences secondaires et logements occasionnels (40 %) supérieure à celle du département (16,1 %) et à celle de la France entière (9,7 %). Concernant le statut d'occupation de ces logements, 84 % des habitants de la commune sont propriétaires de leur logement (90,1 % en 2013), contre 70 % pour la Haute-Loire et 57,5 pour la France entière.
| Typologie                                               | Chanaleilles | Haute-Loire | France entière |
| ------------------------------------------------------- | ------------ | ----------- | -------------- |
| Résidences principales (en %)                           | 44,8         | 71,5        | 82,1           |
| Résidences secondaires et logements occasionnels (en %) | 40           | 16,1        | 9,7            |
| Logements vacants (en %)                                | 15,2         | 12,4        | 8,2            |

## Toponymie
Chanaleilles, toponyme, pluriel des termes nord-occitans chasal et chazau, signifiant « petites maisons », « maisons en ruines » ou « jardins ».
Prior de Canalilis (XIe siècle), Ecclesia de Canalellis (1179), Chanaleilas (1259), Prior eccl. de Chanalelhis (1291), Chanalelhas (1327), Chanalhelhas (1387), Chanalilhas (1410), Janallelles (1516), Chananilhes (1592), Le prieuré de Notre-Dame de Chanaleilhe (1720).
La commune et son village principal se nomment en occitan Chanalelhas, ce qui se prononce localement Tchanagueil.

## Histoire
Le village de Chanaleilles a une histoire très ancienne, qui remonte au haut Moyen Âge. En 813, son existence est mentionnée dans une charte de délimitation des diocèses du Gévaudan et du Velay, signée par Alderfroy de Chanaleilles. Outre le château où réside le seigneur, le village possède une église et son cimetière. Il était alors le siège d'une seigneurie qui a donné son nom à l'une des plus anciennes et illustres familles du Vivarais, la famille de Chanaleilles, maison d'origine chevaleresque, qui remonte à Guillaume III de Chanaleilles, qui vivait vers 1228. Cette famille a fourni des chevaliers bannerets, des capitaines d'hommes d'armes, des officiers de terre et de mer, des lieutenants de roi de province, et des sénéchaux de noblesse[réf. nécessaire].
Sous Philippe le Bel (1285-1314), un certain Béraud de Chanaleilles apparaît dans plusieurs documents comme  « bailli de Velay et de Viennois . » En 1301, on sait également que Pons de Chanaleilles vend un fief (dit de Vallibus) pour 60 sous tournois.
En 1422, Pierre de Chanaleilles aida, comme seigneur banneret, le dauphin Charles, avant qu'il ne devienne Charles VII, pendant que ce jeune prince était retiré au pays du Velay. Après être monté sur le trône, ce monarque remercia Pierre de Chanaleilles, par une lettre clause, des services qu'il lui avait rendus, et le reçut chevalier.
Ce même Pierre de Chanaleilles fut le premier bailli d'épée installé au nom du roi de France en Vivarais et Valentinois[réf. nécessaire].
Dès le début du XIVe siècle, les seigneurs de la maison de Chanaleilles se qualifiaient, dans leurs actes, de « nobles et puissants »[réf. nécessaire].

## Population et société

### Démographie

#### Évolution démographique
L'évolution du nombre d'habitants est connue à travers les recensements de la population effectués dans la commune depuis 1793. Pour les communes de moins de 10 000 habitants, une enquête de recensement portant sur toute la population est réalisée tous les cinq ans, les populations de référence des années intermédiaires étant quant à elles estimées par interpolation ou extrapolation. Pour la commune, le premier recensement exhaustif entrant dans le cadre du nouveau dispositif a été réalisé en 2008.

En 2022, la commune comptait 173 habitants, en évolution de −5,98 % par rapport à 2016 (Haute-Loire : +0,36 %, France hors Mayotte : +2,11 %).
| 1793 | 1800 | 1806 | 1821 | 1831 | 1836 | 1841 | 1846 | 1851 |
| ---- | ---- | ---- | ---- | ---- | ---- | ---- | ---- | ---- |
| 714  | 466  | 668  | 724  | 634  | 682  | 741  | 718  | 795  |

| 1856 | 1861 | 1866 | 1872 | 1876 | 1881 | 1886 | 1891 | 1896 |
| ---- | ---- | ---- | ---- | ---- | ---- | ---- | ---- | ---- |
| 745  | 681  | 772  | 781  | 830  | 825  | 831  | 895  | 894  |

| 1901  | 1906 | 1911 | 1921 | 1926 | 1931 | 1936 | 1946 | 1954 |
| ----- | ---- | ---- | ---- | ---- | ---- | ---- | ---- | ---- |
| 1 011 | 854  | 767  | 647  | 608  | 571  | 593  | 569  | 475  |

| 1962 | 1968 | 1975 | 1982 | 1990 | 1999 | 2006 | 2008 | 2013 |
| ---- | ---- | ---- | ---- | ---- | ---- | ---- | ---- | ---- |
| 430  | 395  | 372  | 330  | 268  | 228  | 214  | 210  | 189  |

| 2018 | 2022 | - | - | - | - | - | - | - |
| ---- | ---- | - | - | - | - | - | - | - |
| 179  | 173  | - | - | - | - | - | - | - |

#### Pyramide des âges
La population de la commune est relativement âgée.
En 2018, le taux de personnes d'un âge inférieur à 30 ans s'élève à 17,4 %, soit en dessous de la moyenne départementale (31 %). À l'inverse, le taux de personnes d'âge supérieur à 60 ans est de 42,4 % la même année, alors qu'il est de 31,1 % au niveau départemental.
En 2018, la commune comptait 96 hommes pour 83 femmes, soit un taux de 53,63 % d'hommes, largement supérieur au taux départemental (49,13 %).
Les pyramides des âges de la commune et du département s'établissent comme suit.
| Hommes | Classe d’âge | Femmes |
| ------ | ------------ | ------ |
| 1,0    | 90 ou +      | 0,0    |
| 13,5   | 75-89 ans    | 20,5   |
| 27,1   | 60-74 ans    | 22,9   |
| 35,4   | 45-59 ans    | 30,1   |
| 4,2    | 30-44 ans    | 10,8   |
| 11,5   | 15-29 ans    | 8,4    |
| 7,3    | 0-14 ans     | 7,2    |

| Hommes | Classe d’âge | Femmes |
| ------ | ------------ | ------ |
| 0,9    | 90 ou +      | 2,5    |
| 8,4    | 75-89 ans    | 11,7   |
| 20,4   | 60-74 ans    | 20,5   |
| 21,3   | 45-59 ans    | 20,3   |
| 16,8   | 30-44 ans    | 16,3   |
| 15,2   | 15-29 ans    | 13,2   |
| 17     | 0-14 ans     | 15,6   |

## Politique et administration

### Découpage territorial
La commune de Chanaleilles est membre de la communauté de communes des Rives du Haut Allier, un établissement public de coopération intercommunale (EPCI) à fiscalité propre créé le 27 décembre 2016 dont le siège est à Langeac. Ce dernier est par ailleurs membre d'autres groupements intercommunaux.
Sur le plan administratif, elle est rattachée à l'arrondissement de Brioude, au département de la Haute-Loire, en tant que circonscription administrative de l'État, et à la région Auvergne-Rhône-Alpes.
Sur le plan électoral, elle dépend du canton de Gorges de l'Allier-Gévaudan pour l'élection des conseillers départementaux, depuis le redécoupage cantonal de 2014 entré en vigueur en 2015, et de la deuxième circonscription de la Haute-Loire   pour les élections législatives, depuis le redécoupage électoral de 1986.

### Liste des maires
| Période                                  | Période                    | Identité          | Étiquette | Qualité |
| ---------------------------------------- | -------------------------- | ----------------- | --------- | ------- |
| Les données manquantes sont à compléter. |                            |                   |           |         |
| avant 1988                               | ?                          | Jean Mayrand      |           |         |
| mars 2008                                | En cours (au 27 août 2014) | Alain Chateauneuf |           |         |

## Économie

### Revenus
En 2018, la commune compte 94 ménages fiscaux, regroupant 186 personnes. La médiane du revenu disponible par unité de consommation est de 16 870 € (20 800 € dans le département).

### Emploi
| Division       | 2008  | 2013  | 2018  |
| -------------- | ----- | ----- | ----- |
| Commune        | 2,6 % | 1,8 % | 4 %   |
| Département    | 6,3 % | 7,7 % | 7,7 % |
| France entière | 8,3 % | 10 %  | 10 %  |

En 2018, la population âgée de 15 à 64 ans s'élève à 101 personnes, parmi lesquelles on compte 77,2 % d'actifs (73,3 % ayant un emploi et 4 % de chômeurs) et 22,8 % d'inactifs,. Depuis 2008, le taux de chômage communal (au sens du recensement) des 15-64 ans est inférieur à celui de la France et du département.
La commune est hors attraction des villes,. Elle compte 64 emplois en 2018, contre 52 en 2013 et 59 en 2008. Le nombre d'actifs ayant un emploi résidant dans la commune est de 76, soit un indicateur de concentration d'emploi de 84,1 % et un taux d'activité parmi les 15 ans ou plus de 48,2 %.
Sur ces 76 actifs de 15 ans ou plus ayant un emploi, 46 travaillent dans la commune, soit 61 % des habitants. Pour se rendre au travail, 65,8 % des habitants utilisent un véhicule personnel ou de fonction à quatre roues, 19,7 % s'y rendent en deux-roues, à vélo ou à pied et 14,5 % n'ont pas besoin de transport (travail au domicile).

## Culture locale et patrimoine

### Lieux et monuments

#### Église romane (XIIesiècle)
Située en plein cœur du village, l'église de Chanaleilles est une petite église romane du XIIe siècle, connue pour son clocher-mur caractéristique : clocher à peigne.
Après l'an mille, Dame Yvonne et son mari Arnault 1er sire de Chanaleilles reconstruisent leur manoir et l'église du village brulée par les pillards. L'acte de consécration est dressé par Druon, prêtre de Mende, le 3 des calendes de mai de l'an 1006, en présence de Robert de Salgues et de Guy de Monestrol. Cette église est composée d'une nef unique, voutée en berceau plein cintre. L'abside, voutée en cul-de-four, constitue la partie la plus ancienne, les pierres ont été datées du XIe siècle ou XIIe siècle. De chaque côté deux petites chapelles ont été aménagées. Dans l'une d'elles, nous pouvons retrouver les armoiries des seigneurs de Chanaleilles, qui figurent également vers la porte d'entrée de l'église. L'église est dédiée à la Vierge. Elle est inscrite depuis le 24 février 1964 à l'inventaire supplémentaire des monuments historiques. Dans l'église, la table du nouvel autel est en granite bleu du Velay. Sur le mur de l'abside, un crucifix est l’œuvre de Philippe Kaeppelin, un artiste du Puy-en-Velay. Les vitraux sont de Maurice Rocher de Paris.
Sosthène de Chanaleilles, marquis de Chanaleilles, de Montpezat, de Chambonas, baron des Éperviers, ancien conseiller général de l'Ardèche et ancien page de Louis XVIII, décida de revenir au point de départ de ses anciennes origines, fit construire au milieu du XIXe siècle une habitation sur les terres de la Chazette, à 1 200 m d'altitude. Très attaché au village et à ses habitants, le marquis fit don de quatre cloches à l'église. Il demanda aussi aux Sœurs Dominicaines de créer une école dans le village. À sa mort en 1887, il légua à l'église et au couvent la somme de 3 000 francs.
Vers la fin des années 1950, une profonde et importante fissure était apparue sur toute la longueur de la voûte. Celle-ci menaçait à terme l'édifice. Sous la direction du maire de l'époque et de quelques professionnels les hommes de la commune travaillèrent bénévolement pendant plusieurs années. L'édifice a pu être consolidé et la fissure colmatée. L'évêque du Puy est venu visiter l'église rénovée le 29 avril 1999. L’accès de l'église se fait par l'ancien cimetière. On remarquera une croix en fer forgé qui porte la date de 1771. Les contreforts de l'édifice sont dus aux différentes rénovations.

#### Domerie du Sauvage
C'est une ancienne « domerie » de Templiers, rachetée par le département de la Haute-Loire, qui la donne en location pour l'élevage de bestiaux. Grâce à quoi, on y trouve, à la fois gîte, produits de la ferme et un accueil digne de ce cadre merveilleux.
À 1 292 m d'altitude, isolé au sommet de la Margeride, face à une large vallée orientée au nord, le domaine du Sauvage comporte des bâtiments en pierre de taille, au bord de la forêt et bordés de pièces d'eau alimentées par la Virlange, ici proche de sa source.
À trois kilomètres à l'ouest, au bord de la route, le lieu-dit l'Hospitalet du Sauvage, nous éclairera par son souvenir sur l'histoire de ce vaste domaine.
Des historiens ont affirmé que l'Hospitalet (le petit hôpital) fut fondé en 1198 par Hélie de Chanaleilles et Hugues de Thoras puis confié aux mêmes Templiers.
Confisqués en 1314 comme tous les biens de l'ordre, domaine et hôpital auraient été dévolus à l'Hôtel-Dieu du Puy, les revenus allant aux hospitaliers de l'Ordre de Saint-Jean de Jérusalem et le culte étant assuré par les prêtres de Saint-Médard de Saugues. En 1816, il fut vendu par les Hospices du Puy, puis en acheté par le conseil général de la Haute-Loire à la fin du XXe siècle.
Ces associations fournissent la preuve des liens étroits existant au long des voies pèlerines.

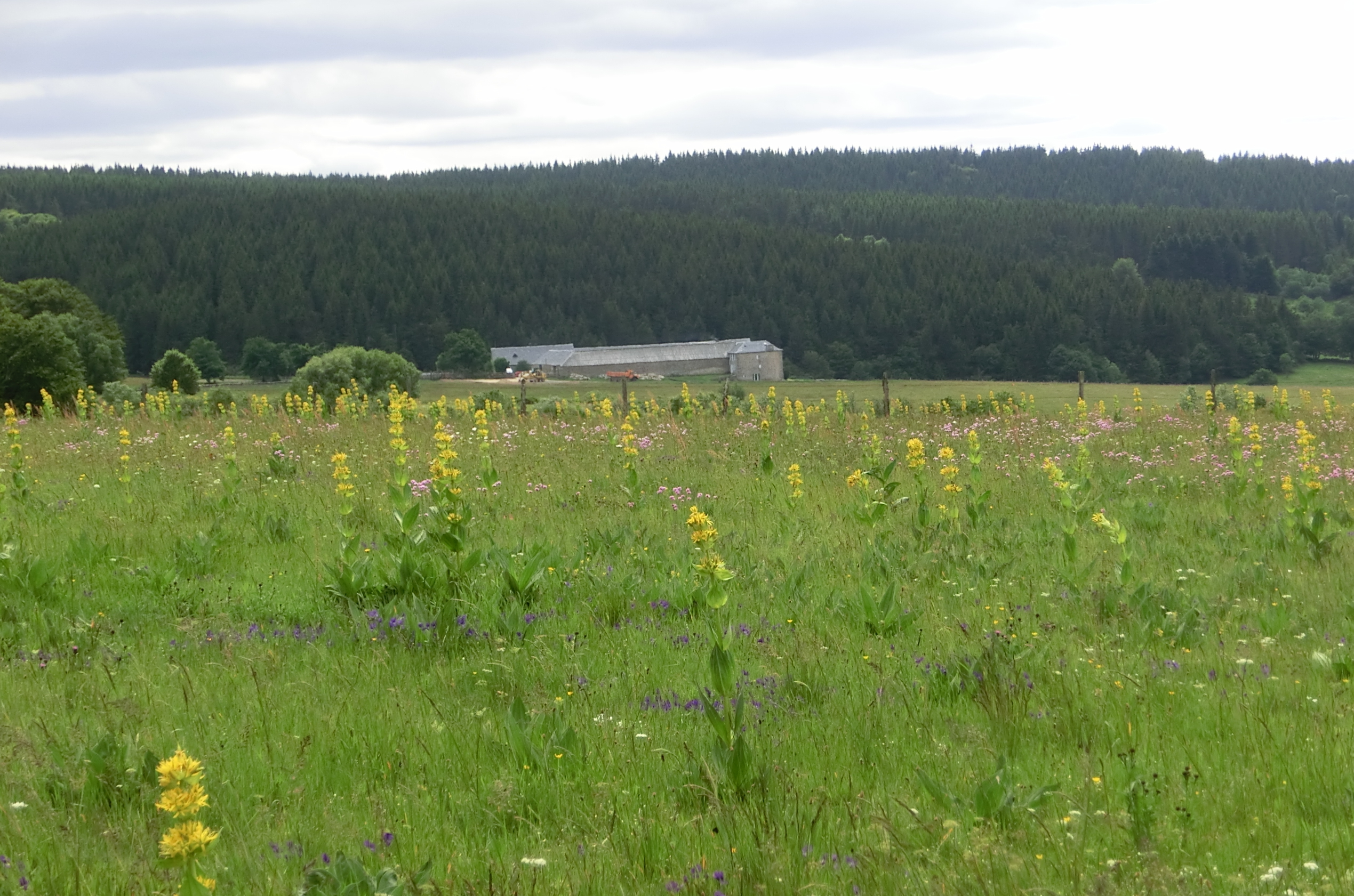
Vue de la dômerie du Sauvage depuis le Chemin de Compostelle.
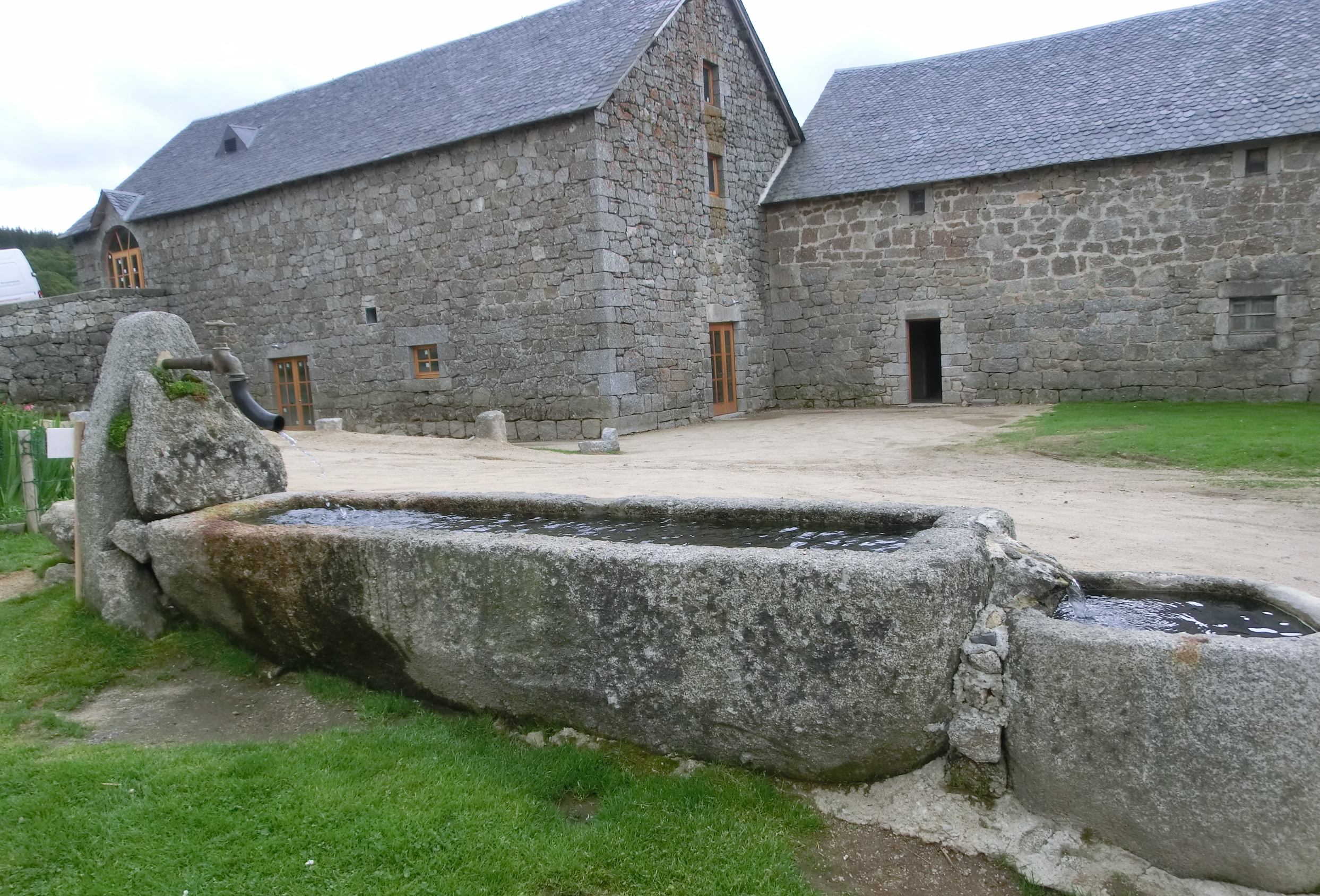
Abreuvoir en granite dans la cour de la dômerie.
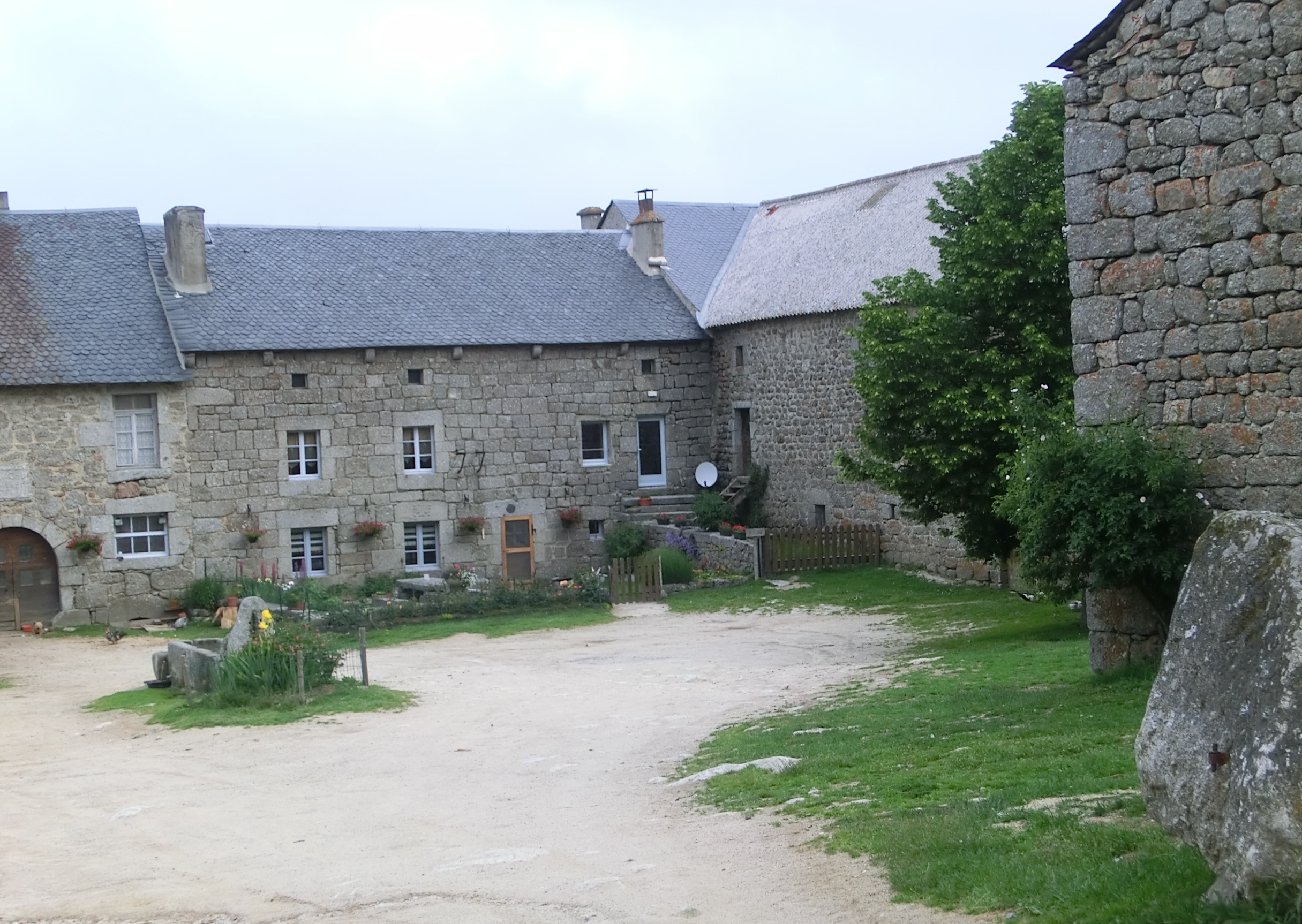
La cour de la dômerie du sauvage.

### Œuvres d'art
La commune de Chanaleilles possède une sculpture remarquable, une Vierge en majesté en bois peint polychrome, datant du dernier quart du XIIe siècle, conservée dans l'église, qui a été protégée par un classement au titre d'objet en date du 22 juillet 1958. Cette statue a été conservée par une famille durant la Révolution. Elle provient de l'ancienne chapelle du Villeret.

### Personnalités liées à la commune
- Guillaume Ier de Chanaleilles, participa à la première croisade aux côtés du comte de Toulouse Raymond IV, dit Raymond de Saint-Gilles.
- Guillaume II de Chanaleilles, chevalier du Temple, favori du roi de France Louis VII pour succéder au poste de maître de l'Ordre en 1154 à Bernard de Tramelay — mort l'année précédente devant Ascalon — vit son élection contrée par André de Montbard (10??-1156) — le dernier des neuf premiers chevaliers fondateurs de l'Ordre — qui accepta sa nomination pour empêcher le contrôle de l'Ordre par le roi.
- Guillaume III de Chanaleilles, seigneur de Chanaleilles, qui fut à l'origine de la famille de Chanaleilles.
- Charles François Guillaume de Chanaleilles (1767-1845), baron, puis marquis de Chanaleilles, a donné son nom à une rue de Paris.
- Jacques Portefaix, âgé de 12 ans, combat la Bête du Gévaudan le 12 janvier 1765 au lieudit  La Coutasseyre, avec quatre garçons (Joseph Panafieu, Jean Pic, Jacques Couston et Jean Veyrier) et deux filles (Madeleine Chausse et Jeanne Gueffier). Il est né au village du Villeret, paroisse de Chanaleilles, le 8 novembre 1752[31]. Pour le récompenser de sa bravoure, Louis XV prend en charge son éducation. Il meurt le 14 août 1785 à Franconville[32]. Âgé de 33 ans, il est lieutenant d'artillerie.

### Langue
Le village se trouve aux confins de deux dialectes occitans : le languedocien (occitan méridional) et l'auvergnat (nord-occitan), son dialecte a une phonétique qui tient des deux zones dialectales.

### Pèlerinage de Compostelle
Sur la via Podiensis du pèlerinage de Saint-Jacques-de-Compostelle. On vient de Saugues, la prochaine commune est Saint-Alban-sur-Limagnole.

### Héraldique
| Blason de Chanaleilles | Blason  | D'or à trois lévriers de sable, colletés de gueules, courant l'un sur l'autre.                                                        |
| Blason de Chanaleilles | Détails | Armes de la famille de Chanaleilles, où les colliers sont passés d'argent à gueules. Le statut officiel du blason reste à déterminer. |